# Eching (Frisinga)
Eching é um município da Alemanha, no distrito de Frisinga, na região administrativa de Oberbayern, estado de Baviera.